# تسهنا
تسهنا (به آلمانی: Zehna) یک شهر در آلمان است که در روشتوک واقع شده‌است. تسهنا ۶۹۵ نفر جمعیت دارد.